# سازمان تعزیرات حکومتی
سازمان تعزیرات حکومتی یک سازمان دولتی زیر نظر وزارت دادگستری ایران است. رئیس سازمان، معاون وزیر دادگستری محسوب می‌شود.

## پیشینه
سازمان تعزیرات حکومتی به‌عنوان مرجع اختصاصی رسیدگی به تخلفات اقتصادی، صنفی و بهداشتی در مفهوم عام، پدیده‌ای جدید و ناآشنا نبوده و در طول تاریخ حکومت‌های اسلامی تحت عناوین مختلف و همچنین در سایر نظام‌های حقوقی شناخته‌شده جهانی جایگاه خاص خود را داشته است. اوایل سال ۱۳۶۲ با توجه به مشکلات ناشی از شرایط بحرانی جنگ، در پی درخواست نخست‌وزیر وقت و موافقت روح‌الله خمینی در خصوص اجازه قیمت‌گذاری کالاها توسط دولت و مبارزه با گران‌فروشی و احتکار، «کمیسیون‌های امور تعزیرات حکومتی» ذیل وزارت کشور تشکیل شد. پس از پایان جنگ، با نامهٔ روح‌الله خمینی حق تعزیرات حکومتی از دولت سلب و تصمیم‌گیری در مورد آن به مجمع تشخیص مصلحت نظام سپرده شد. مجمع تشخیص در ۲۳ اسفند ۱۳۶۷ با تصویب «قانون تعزیرات حکومتی» و «قانون تعزیرات حکومتی امور بهداشتی و درمانی»، رسیدگی به تخلفات بخش غیردولتی را به دادگاه‌های انقلاب اسلامی و رسیدگی به تخلفات بخش دولتی را به کمیسیون‌های زیر نظر وزارت کشور محول کرد.
اما با مصوبهٔ مورخ ۲۷ آذر ۱۳۶۹ مجمع، تعزیرات حکومتی بخش دولتی هم به دادسراها و دادگاه‌های انقلاب محول شد.
در ۱۹ مهر ۱۳۷۳ با توجه به ضرورت هماهنگی بین مراجع قیمت‌گذاری و توزیع کالا، «قانون اصلاح قانون تعزیرات حکومتی» توسط مجمع تشخیص مصلحت نظام تصویب شد و کلیه امور تعزیرات حکومتی بخش دولتی و غیردولتی، اعم از بازرسی و نظارت، رسیدگی، صدور و اجرای حکم به دولت سپرده شد. سپس آیین‌نامهٔ سازمان تعزیرات حکومتی توسط دولت در ۱ آبان ۱۳۷۳ تصویب شد. بدین‌ترتیب «سازمان تعزیرات حکومتی» به‌صورت سازمانی مستقل زیر نظر وزارت دادگستری تشکیل شد و کلیه وظایف مشخص‌شده در مصوبات مجمع تشخیص از جمله قانون تعزیرات حکومتی به‌عهده این سازمان گذاشته شد.

## وظایف
- رسیدگی به تخلفات گران‌فروشی، کم‌فروشی و تقلب، احتکار، عرضه خارج از شبکه، درج نکردن قیمت، اخفا و امتناع از عرضه کالا، صادر نکردن فاکتور، اجرا نکردن ضوابط قیمت‌گذاری، اجرا نکردن تعهدات واردکنندگان و تولیدکنندگان در قبال دریافت ارز و خدمات دولتی، نداشتن پروانه کسب یا بهره‌برداری، فروش اجباری، اعلام نکردن موجودی و قرار دادن کالا در اختیار افراد غیر واجد شرایط برای فروش
- رسیدگی به تخلفات صنفی (به‌موجب قانون حمایت از حقوق مصرف‌کنندگان[۸])
- رسیدگی به تخلفات امور بهداشتی و درمانی (به‌موجب قانون تعزیرات حکومتی امور بهداشتی و درمانی[۹])
- رسیدگی به تخلفات قاچاق کالا و ارز (به‌موجب قانون نحوه اعمال تعزیرات حکومتی راجع به قاچاق کالا و ارز[۱۰] و قانون مبارزه با قاچاق کالا و ارز[۱۱])
- رسیدگی به تخلفات مترتب بر اجرای قانون هدفمند کردن یارانه‌ها
- تشکیل شعب ویژه گمرکی
- رسیدگی به تخلفات املاک، مستقلات، زمین، مسکن و ساختمان[۱۲][۱۳]